# Giffone
Giffone é uma comuna italiana da região da Calábria, província de Reggio Calabria, com cerca de 2.181 habitantes. Estende-se por uma área de 14 km², tendo uma densidade populacional de 156 hab/km². Faz fronteira com Anoia, Cinquefrondi, Galatro, Mammola, Maropati.

## Demografia
| Variação demográfica do município entre 1861 e 2011                               |
|                                                                                   |
| Fonte: Istituto Nazionale di Statistica (ISTAT) - Elaboração gráfica da Wikipedia |